# جويل إدواردز (عالم عقيدة)
جويل إدواردز (بالإنجليزية: Joel Edwards)‏ هو عالم عقيدة بريطاني، ولد في 1951 في جامايكا.